# Glasgow Haskell Compiler
Pour les articles homonymes, voir GHC.
GHC (en anglais, « Glasgow Haskell Compiler » parfois appelé également le « Glorious Haskell Compiler ») est un compilateur libre pour le langage fonctionnel Haskell.